# 사천 성황당산성
사천 성황당산성(泗川 城隍堂山城)은 경상남도 사천시 정동면에 있는 산성이다. 1993년 12월 7일 경상남도의 기념물 제132호로 지정되었다.

## 개요
경상남도 사천시 정동면에 있는 이 산성은 일명 ‘고읍성’이라고도 한다. 옛 사천고을의 중심이 되는 읍의 소재지가 산성과 가까운 정동면 고읍리에 있었기 때문에 붙여진 이름이다.
성은 정상의 산봉우리를 둘러싼 테뫼식 산성으로, 현재는 둘레 약 1109m, 높이 3.5m의 흙으로 쌓은 성벽이 남아 있다. 그러나 남쪽 가파른 언덕에 길이 4m, 높이 3m 가량의 돌로 쌓은 벽이 남아 있어, 원래는 흙과 돌을 혼합하여 쌓은 산성으로 보인다. 기록에 의하면 돌로 쌓은 벽의 둘레는 1,941척이라 하였으며, 성 안에는 샘, 무기고, 서낭신을 모시는 성황단, 통신수단인 봉수대가 있었다고 한다.
이 산성의 축성연대는 정확히 알 수 없으나, 부근에서 출토되는 기와와 토기조각으로 보아 삼국시대에 쌓은 것으로 추정된다.

## 참고 자료
- 사천성황당산성 - 국가유산청 국가유산포털